# Конституционный референдум в Иране (1989)
Конституционный референдум 1989 года был проведен в Иране 28 июля, одновременно с президентскими выборами. Это был первый и пока единственный раз, когда в Конституцию Исламской Республики Иран были внесены поправки. Предлагались изменения в статьи 5, 107, 109, 111, а также включение в конституцию новой статьи 176. Суть поправок — снятие требования к высшему руководителю Ирана иметь титул марджа или быть избранным всенародным голосованием, упразднение должности премьер-министра, и учреждение Высшего совета национальной безопасности. За предложенные поправки проголосовало 97,6 % проголосовавших, явка составила 54,51 %.

## Предыстория
Будучи уже тяжело больным и предчувствуя скорую кончину, аятолла Хомейни 24 апреля 1989 года сформировал Совет по реформе Конституции в составе 25 человек. Совет избрал Али Хаменеи в качестве преемника Хомейни как высшего руководителя Ирана и подготовил проект поправок к Конституции 1979 года. Конституция 1979 года предусматривала, что Высший руководитель Ирана должен иметь титул марджа, но, поскольку Хаменеи не имел этого титула, это требование было решено исключить из Конституции.
Другие изменения в Конституцию, предложенные Советом по реформе, включали:
- изменение названия парламента с «Меджлис-е Мелли» на «Меджлис-е Ислами»;
- увеличение численности Совета экспертов до 86 человек;
- предоставление Совету экспертов полномочий по крайней мере один раз в год определять, является ли Высший руководитель Ирана «умственно и физически способным исполнять свои трудные обязанности»;
- превращение Совета целесообразности в постоянный орган, состав которого формируется Высшим руководителем и включает представителей трёх ветвей власти, вооруженных сил, разведки, и Стражами исламской революции.

После одобрения на референдуме поправки вступили в силу в тот же день, 28 июля 1989 года.

## Результаты голосования
| Вариант ответа             | Число голосов | %    |
| -------------------------- | ------------- | ---- |
| За                         | 16 025 459    | 97,6 |
| Против                     | 398 867       | 2,4  |
| Недействительные бюллетени | 32 445        | -    |
| Всего                      | 16 456 771    | 100  |
| Источник: Nohlen et al.    |               |      |